# Justicia chapadensis
Justicia chapadensis är en akantusväxtart som beskrevs av Spencer Le Marchant Moore. Justicia chapadensis ingår i släktet Justicia och familjen akantusväxter. Inga underarter finns listade i Catalogue of Life.